# 天文學大成

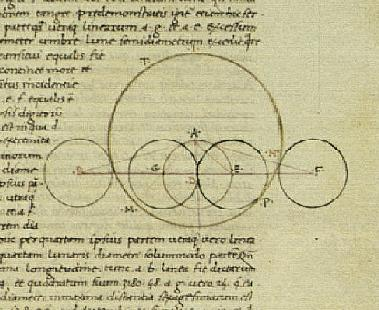
天文学大成的拉丁文版本图片

《天文學大成》（拉丁語：Almagestum），又譯《至大論》，古希臘托勒密在約公元140年编纂的一部数学、天文学专著，提出了恒星和行星的复杂运动路径。直到中世纪和文艺复兴早期，该书提出的地心说模型被伊斯兰和欧洲社会接受长达一千多年。天文学大成是古希腊天文学最重要的信息来源。该书对数学学者也很有价值，因为它记载了古希腊数学家喜帕恰斯已经遗失的著作。喜帕恰斯论述了三角法，但是该著作已经丢失，数学家大体上使用托勒密的书籍来当做喜帕恰斯著作和古希腊三角法的资料。
該書的古希臘語原名《數學論》（羅馬化：Mathematikē Sýntaxis），9世紀阿拉伯語譯成《至大論》（阿拉伯語：المجسطي，羅馬化：al-majisṭī，直译：「最宏大的」，即現代中文譯名《天文學大成》的由來），因為古希臘語原文一度在西歐散佚，1175年的拉丁語譯本譯自阿拉伯語，採用了阿拉伯語的譯名，這譯名自此在全歐通行。

## 成書的日期
對《天文學大成》完成的日期近來做了更經確的估計，托勒密在147或148年於埃及亞力山大城東方約25公里的Canopus(在現在的尼羅河三角洲)設立了公開的碑文。稍後，N.T.漢彌敦發現Canopic碑文所載的托勒密模型的版本早於《天文學大成》的版本，因此《天文學大成》完成的時間不會早於托勒密開始觀察工作之後的四分之一世紀的150年。

## 书籍内容

### 書籍

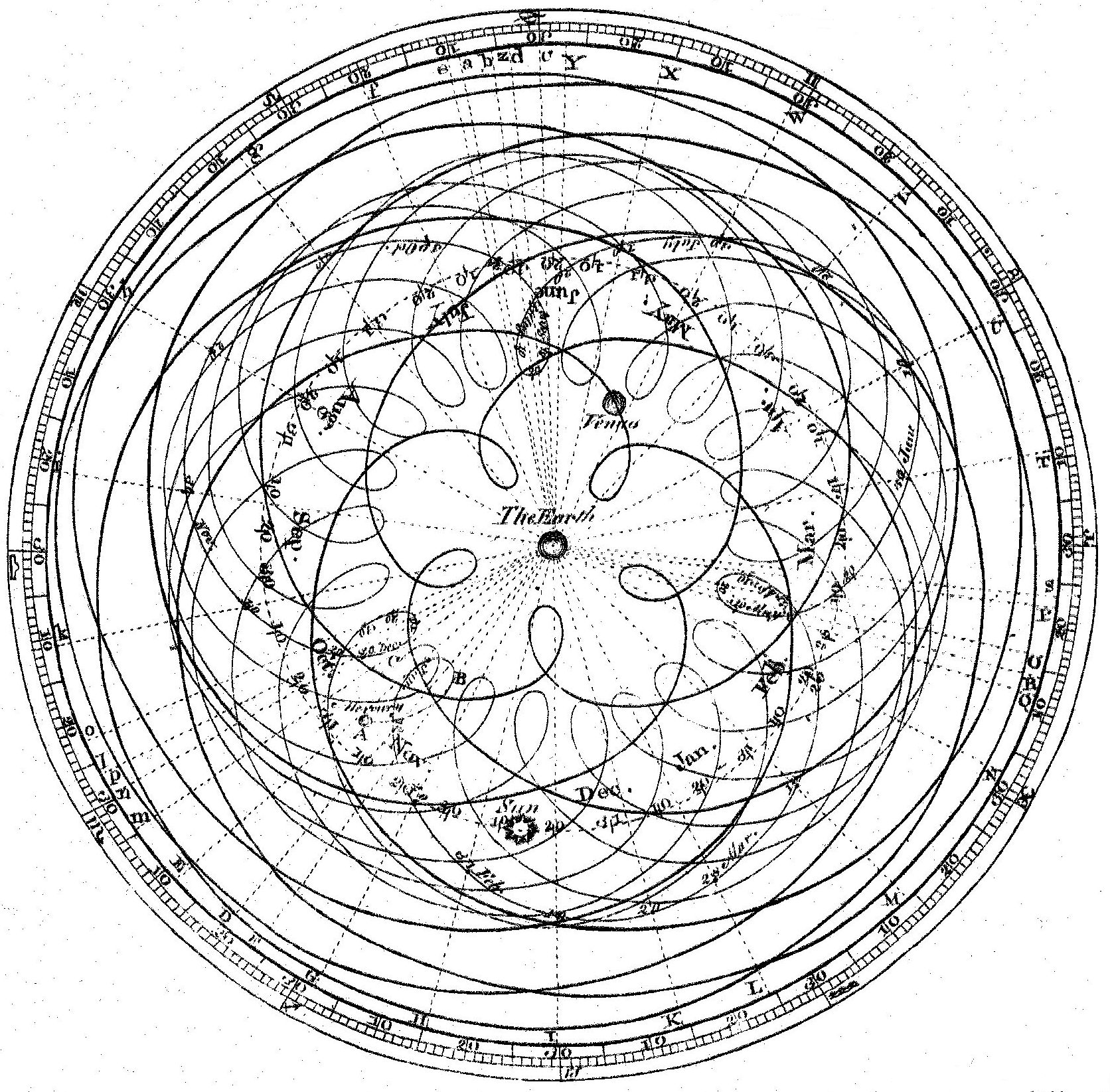
以地球為中心的太陽和行星視運動。

在1515年印製的這一版《天文學大成》包含13卷（稱為book），總共有152頁。
- 卷一，是對亞里士多德宇宙論的概述论的概述：在天球中，地球在中心靜止不動，恆星和各個行星繞著地球運轉。然後用一組全弦表解釋全弦；觀察到的黃道（太陽在恆星間的視運動路徑）傾角和介紹球面三角學。
- 卷二包括和歸納天球周日運動相關的問題，換言之就是天體的出沒、日夜長短的變化、緯度的測定、垂直在太陽之下的點(日下點)、晷針在分點和至點的影子、和其他因觀測者位置造成觀測尚的改變。這一卷也利用垂直的平壁研究黃道的角度。
- 卷三包括一年的長度和太陽的運動。托勒密解釋伊巴古發現的分點歲差，和開始解釋周轉圓的理論。
- 卷四和卷五涵蓋月球的運動、月球視差、月球遠地點的運動、月球和太陽相對於地球的大小和距離。
- 卷六包括太陽和月球的食。
- 卷七和卷八涵蓋恆星的運動，包括分點的進動(歲差)。其中也包含有1022顆恆星的星表，描述它們的位置和所屬星座，最亮的那些恆星的視星等被標示為一等星(m=1)，肉眼可見最暗的恆星被標視為六等星(m=6)。每一個星等的亮度是下一個星等的兩倍，這是一種對數標尺。這個系統被認為是源自喜帕恰斯，儘管托勒密主張恆星位置是他測定的，但一般也認為是出自喜帕恰斯。
- 卷九引導出對五顆肉眼可見行星的一般觀點和創建的模型，以及水星的運動。
- 卷十涵蓋了金星和火星的運動。
- 卷十一涵蓋了木星和土星的運動。
- 卷十二涵蓋了留和逆行，這些現象發生時行星似乎出現短暫的停止不動，然後有一小段時間在黃道的背景上改變了運動方向。托勒密瞭解這些現象不僅適用於水星和金星，以適用於外行星。
- 卷十三涵蓋了緯度上的運動，也就是說行星會偏離黃道。

### 托勒密的宇宙
天文学大成的宇宙论包含五个重点，它们都是该书第一卷的主题。以下是Toomer的翻译过的托勒密的原话：
- 天体领域是球壳，并且作为天球运动。
- 地球是球形的。
- 地球位于宇宙中心。
- 若提及地球与恒星的距离，地球的體積便可以忽略并当做一个数学上的点来对待。[1]
- 地球是固定的。

### 托勒密的行星模型

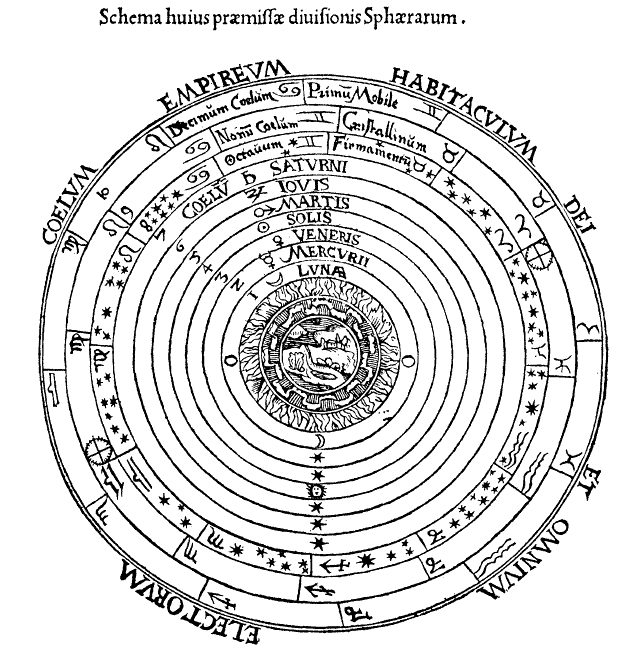
16世纪绘制的托勒密地心说模型。

托勒密把行星球按照下面的顺序安放，从最里面开始依次是：
1. 月球
2. 水星
3. 金星
4. 太阳
5. 火星
6. 木星
7. 土星
8. 恒星球

其他古代的作家也曾建議不同的順序。柏拉圖 (c. 427 – c. 347 BC)將太陽放在月球之後做為第二顆；马尔提亚努斯·卡佩拉(公元5世紀)讓水星和金星繞著太陽運轉；但大多數中世紀伊斯蘭和中世紀晚期的歐洲天文學家都以托勒密的學說作為首選。
托勒密繼承了希臘前輩的幾何學工具和一部分用來預測行星在天空中出現位置的模型。珀加的阿波羅尼奧斯 (c. 262 – c. 190 BC)曾經將均輪和本輪與偏心均輪引入天文學中。喜帕恰斯(西元前2世紀)曾經以精心編製的數學模型解釋太陽和月球的運動。喜帕恰斯的一些天文知識傳承自美索不達米亞，並且他認為希臘的模型應該比巴比倫的精確，但他未能為依然存在的5顆行星創建經確的模型。
《天文學大成》繼承了依巴古以簡單的偏心均輪構成的太陽模型。對於月球，托勒密採用了在均輪上的本輪，然後添加了被天文學史家稱為"曲柄機構"的裝置：他加入了第三個稱為偏心均速圓的裝置，成功創建了其他行星的模型，而喜帕恰斯曾經失敗過。

## 影响
托勒密寫的《天文學大成》被當成數理天文學的教科書。他以圓的結合做基礎解釋行星的幾何模型，組合出行星的幾何模型。在稍後的書中，《行星假說》，托勒密解釋如何將他的幾何模型轉換成三維的天球或部分的球。相對於數學的《天文學大成》，《行星假說》有時被稱為描述宇宙論的一本書。
托勒密在數里天文學上廣泛的論文取代了絕大多數希臘天文學的古老教本。一些更為專業和不會引人入勝的內容，只是單純的成為過時的新模型。結果是，古老的教本不再被複製，而逐漸失傳了。我們知道的許多天文學家的工作，像是喜帕恰斯的，都在《天文學大成》中被引用。

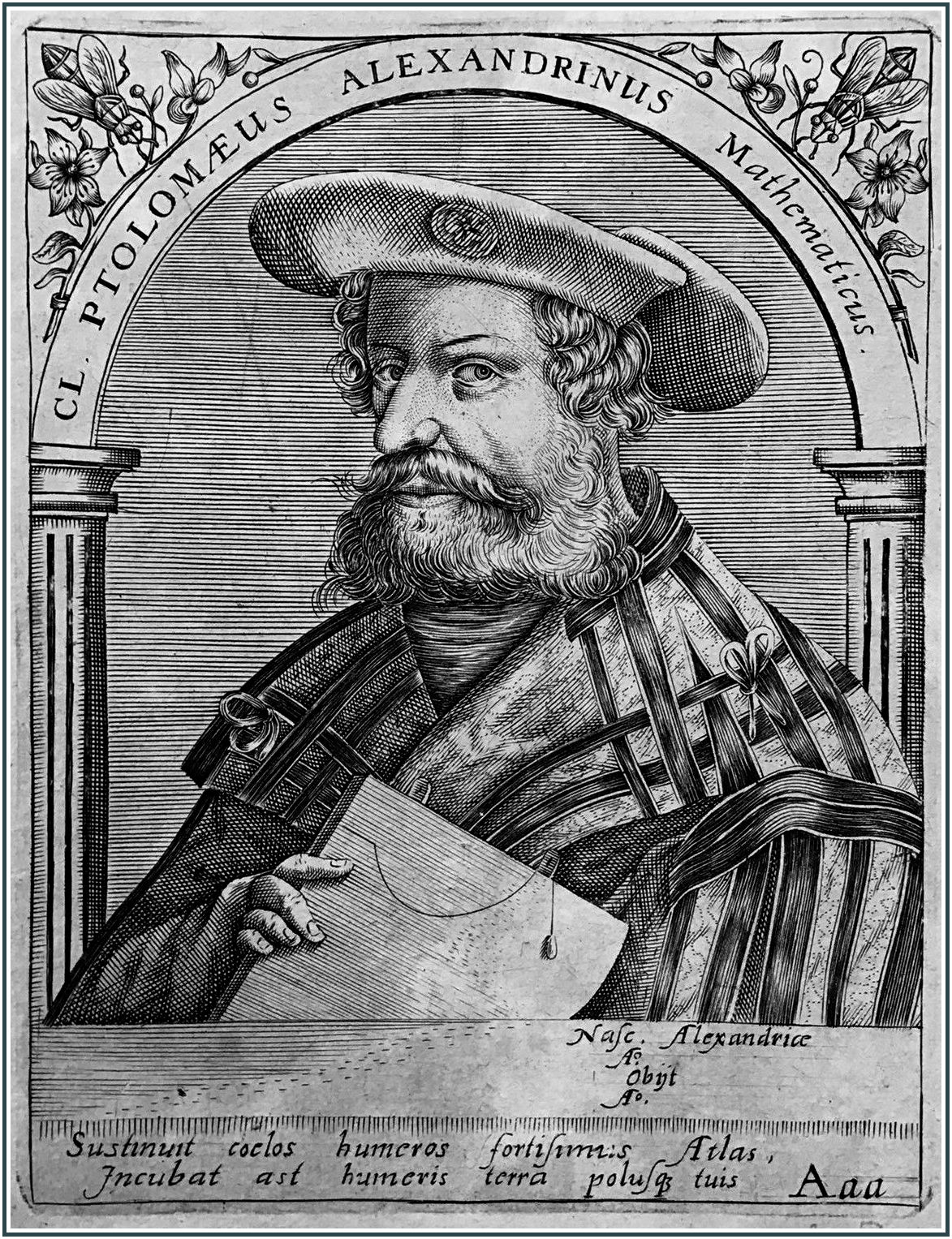
托勒密的《天文學大成》在好幾個世紀都是學術上的權威著作。

在9世紀，由兩位獨力的工作者，主要是哈里發馬蒙，首度將之翻譯成阿拉伯文。而在當時，《天文學大成》在西歐已經失傳了，或是只隱約的流傳在占星學的知識中。因此西歐是翻譯了阿拉伯文的版本，重新再發現了托勒密。在12世紀，西班牙文的版本產生了，後來又在腓特烈二世 (神聖羅馬帝國)的贊助下，從這個版本翻譯成拉丁文；克雷莫納的傑拉德則直接將《天文學大成》從阿拉伯文版翻譯成拉丁文。傑拉德在西班牙的托雷多發現阿拉伯文的版本，但是有許多的專有名詞是傑拉德不會翻譯的，他甚至至將阿拉伯語的喜帕恰斯都保留為阿拉伯文。
在15世紀，西歐出現了希臘文的版本。德國天文學家約翰·繆勒（拉丁名為雷吉奥蒙塔努斯）在希臘教士約翰貝薩里翁授意下制作了拉丁文的精簡版。大約在同一時間，特拉布宗的喬治也不僅將原本的文稿，連同評註全都翻譯完成。喬治的翻譯是在教皇尼古拉斯五世的贊助下進行的，目的是在取代舊有的翻譯。新的翻譯有很大的改進，但新的評論不僅沒有，反倒引起更多的批判。教皇貶低了喬治犧牲奉獻的工作，使得雷吉奥蒙塔努斯的譯本佔了百餘年的優勢。

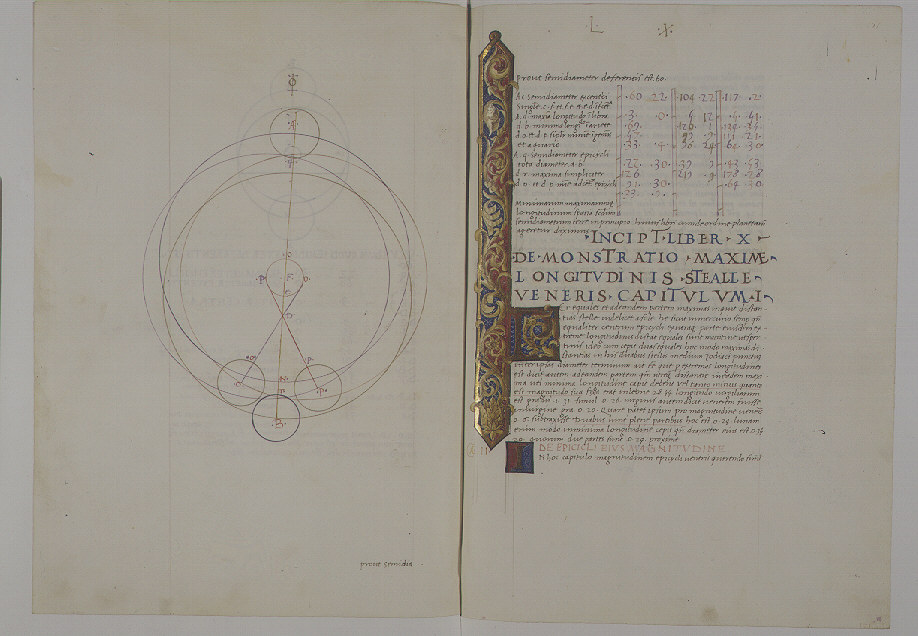
Trebizond George: 特拉布宗的喬治翻譯的《天文學大成評註》卷十中的一頁。在左邊， 是水星的模型，顯示他在最靠近地球時；在右邊，是關於水星的資料，和他對金星這顆行星所做評論的開端。

寫過《天文學大成》評論的有亞力山大的塞翁(現存)、亞力山大的帕普斯(僅有殘稿留存)、和阿摩紐斯·厄耳墨薩 (失傳)。

## 现代版本
現代通行的校勘本是：
- Johan Ludvig Heiberg：Claudii Ptolemaei opera quae exstant omnia，萊比錫Teubner出版社：
  - 1. Syntaxis Mathematics. 1898。
  - 2. Opera astronomica minora. 1903。

《天文學大成》有三種英文的翻譯版本：第一種是美國馬里蘭州安納波利斯聖約翰學院的R. Catesby Taliaferro翻譯的，被收錄在《西方世界偉大著作》的第16卷。G. J. Toomer稍後也翻譯了托勒密的《天文學大成》，於1984年由施普林格出版(ISBN 0-387-91220-7);於1998年由普林斯頓大學出版(ISBN 0-691-00260-6)。最新的版本是Bruce M. Perry翻譯的，他也是聖約翰學院的教授。
有一個古老的法文翻譯本 (由希臘文直接翻譯)，共有二卷，是Nicholas Halma在1813年和1816年分別發表了的，現在可以透過網路在線上閱覽：

http://gallica.bnf.fr/ （页面存档备份，存于）

## 脚注
1. 1 2  Ptolemy. . 1952., Book I, Chapter 5.
2. ↑  .   [2010-03-30]. （原始内容存档于2013-08-28）.
3. ↑  Michael Hoskin. . Chapter 2, page 44.
4. ↑  http://blog.sina.com.cn/s/blog_51fdc06201009m8w.html （页面存档备份，存于） Equant譯名芻議